# Fernando Alexandre
Fernando Manuel de Almeida Alexandre (Gafanha da Nazaré, 1972) é um professor e político português. Tem sido Ministro da Educação, Ciência e Inovação desde 2024, no XXIV Governo Constitucional, liderado por Luís Montenegro. Entre 2013 2015 foi Secretário de Estado Adjunto do Ministro da Administração Interna no XIX Governo Constitucional, liderado por Pedro Passos Coelho. Também desempenhou funções como Vice-Presidente do Conselho Económico e Social. 
É Doutorado em Economia pelo Birkbeck College, University of London, e é Professor Associado com Agregação na Universidade do Minho, onde exerceu as funções de Pró-Reitor e de presidente da Escola de Economia e Gestão e diretor do Departamento de Economia.  
Em 2023, coordenou a avaliação económica e financeira do novo aeroporto de Lisboa.
Os seus interesses de investigação incluem a macroeconomia, os mercados financeiros e o desenvolvimento da economia portuguesa.
É autor ou coautor de oito livros, vários capítulos de livros e artigos publicados em revistas como Labour Economics, Small Business Economics, Journal of Technology Transfer, Regional Studies, The World Economy, Open Economies Review, Economics Letters, CESifo Economic Studies ou Higher Education.
Foi consultor de instituições públicas e privadas, incluindo a Comissão Europeia e o Governo português.

Em 2022, recebeu o Prémio de Mérito Científico da Universidade do Minho.